# Sowietskij (rejon kupiński)
Sowietskij (ros. Советский) – osiedle w Rosji, w obwodzie nowosybirskim, w rejonie kupińskim. W 2010 liczyło 535 mieszkańców.